# 紅燈區
紅燈區（英語：Red-light district），又稱風化區，是指以性交易為主要產業的區域 。中國古代至近代稱為花街、花柳巷、煙花巷、煙花之地、花街柳巷，如北京著名的八大衚衕、南京的秦淮河、廣州的陳塘等，但傳統上娼妓不一定是性工作者，與現代紅燈區的性質並非完全相同。

## 詞源

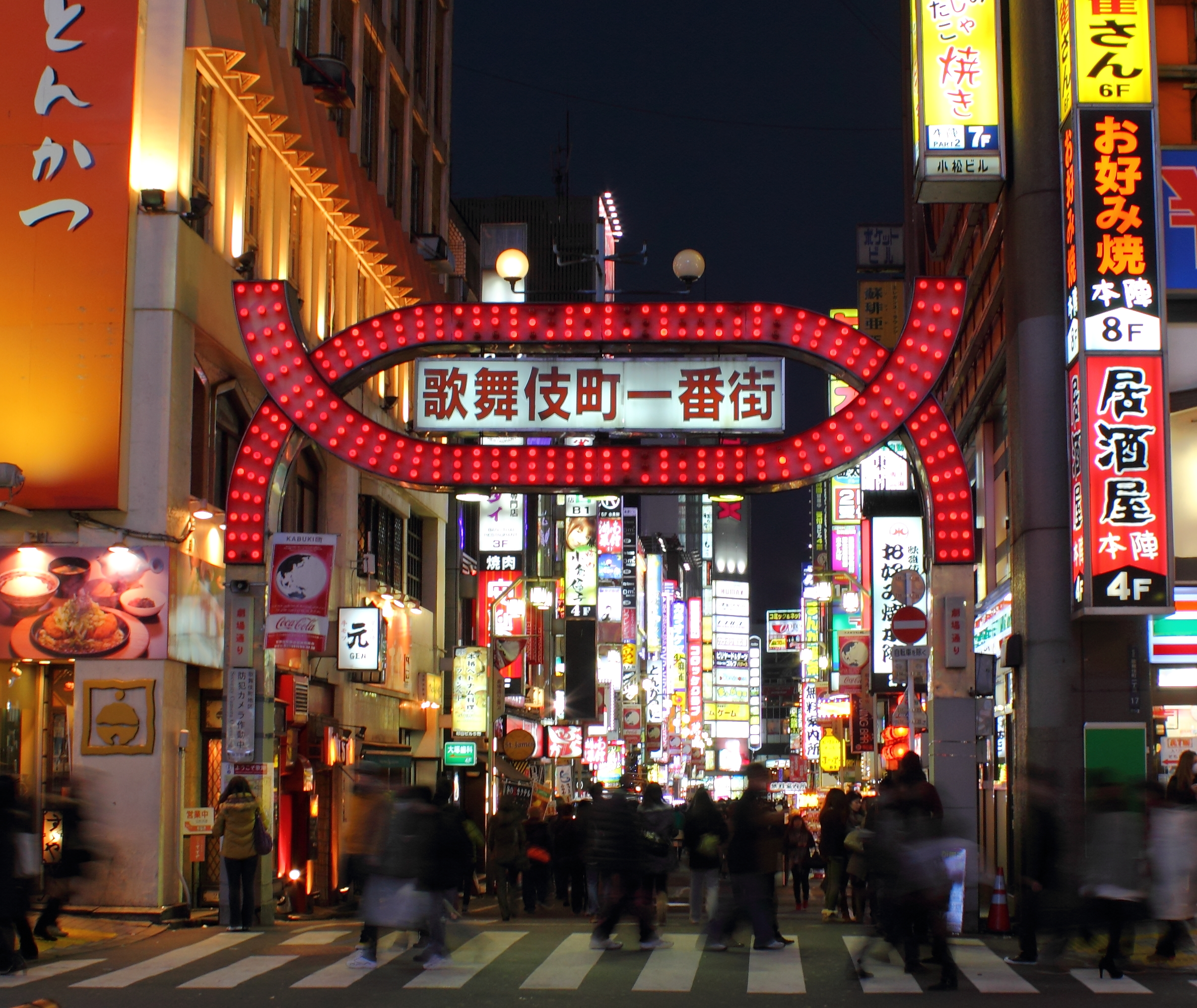
日本红灯区東京都新宿區歌舞伎町。

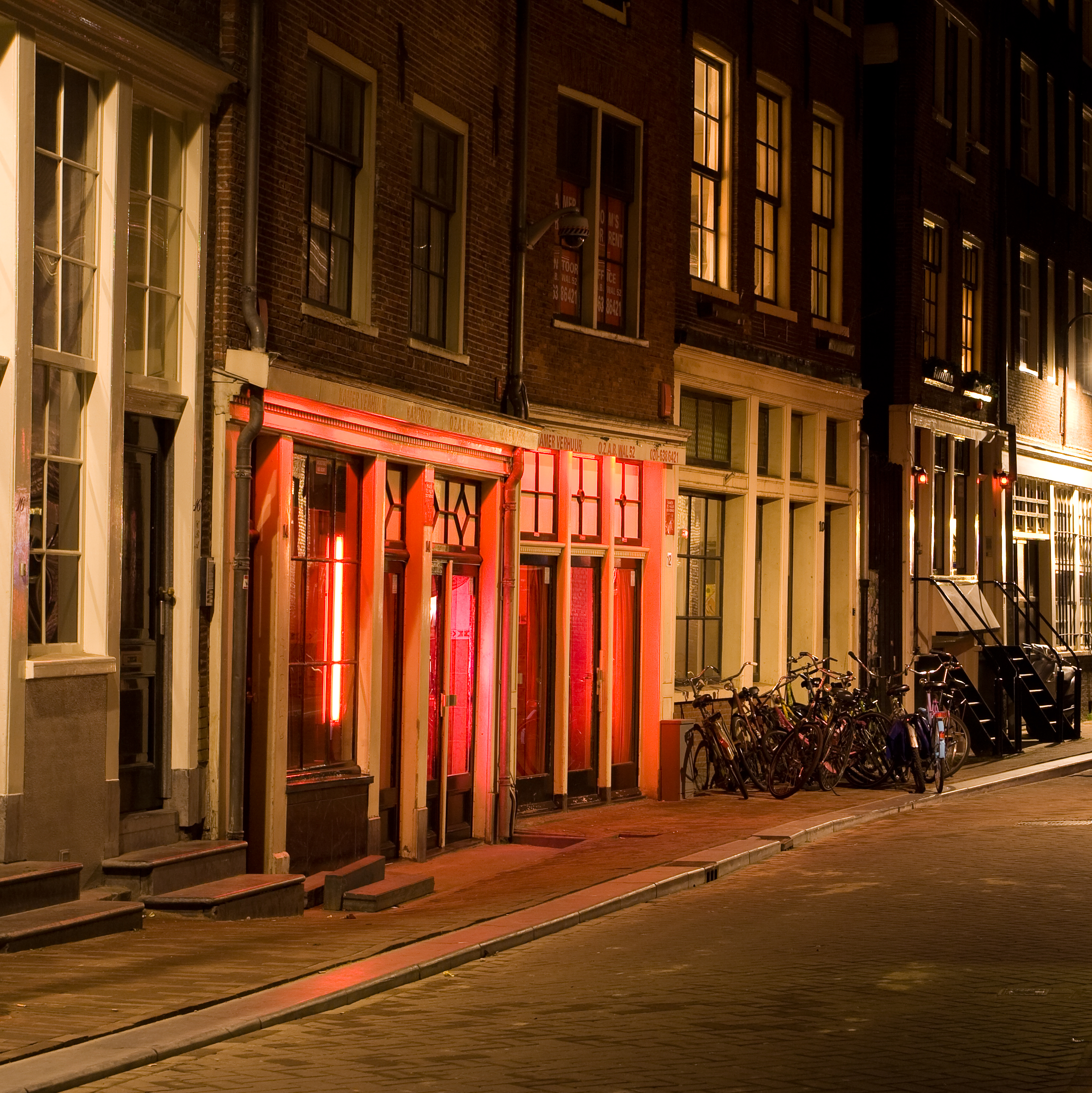
阿姆斯特丹红灯区一条小路上的两家妓院。

「Red-light district」這個詞語首先出現於1890年代的美國，因為當時妓女會將紅色的燈放在窗前，藉此吸引她們的顧客。而对于为什么“红灯”会获得这种特别的含义，则有不同的解释。一种理论认为，这种含义是基于圣经裡喇合的故事。而喇合是耶利哥的一名妓女，她帮助了約書亞的侦查人员并且用一条红色的绳索标示了自己的房子。另外一些人则认为，它来自铁路工所持的红色灯笼。当他们光顾妓院时往往把灯笼留在外面。

## 文学作品
18至19世紀时期的法国巴黎物欲横流，描写这段时间的文学作品对金钱与性有着充分的哲学思考，代表著作如《茶花女》、《红磨坊》等，罗曼蒂克与现实主义的取舍离合使得这些文学著作至今不朽，成为永恒的主题。台灣部分則有《風化台北：性產業的第二人稱敘事》、《手槍女王》、《性感槍手》等著作。

## 著名紅燈區
亞洲:
- 香港中環蘭桂坊

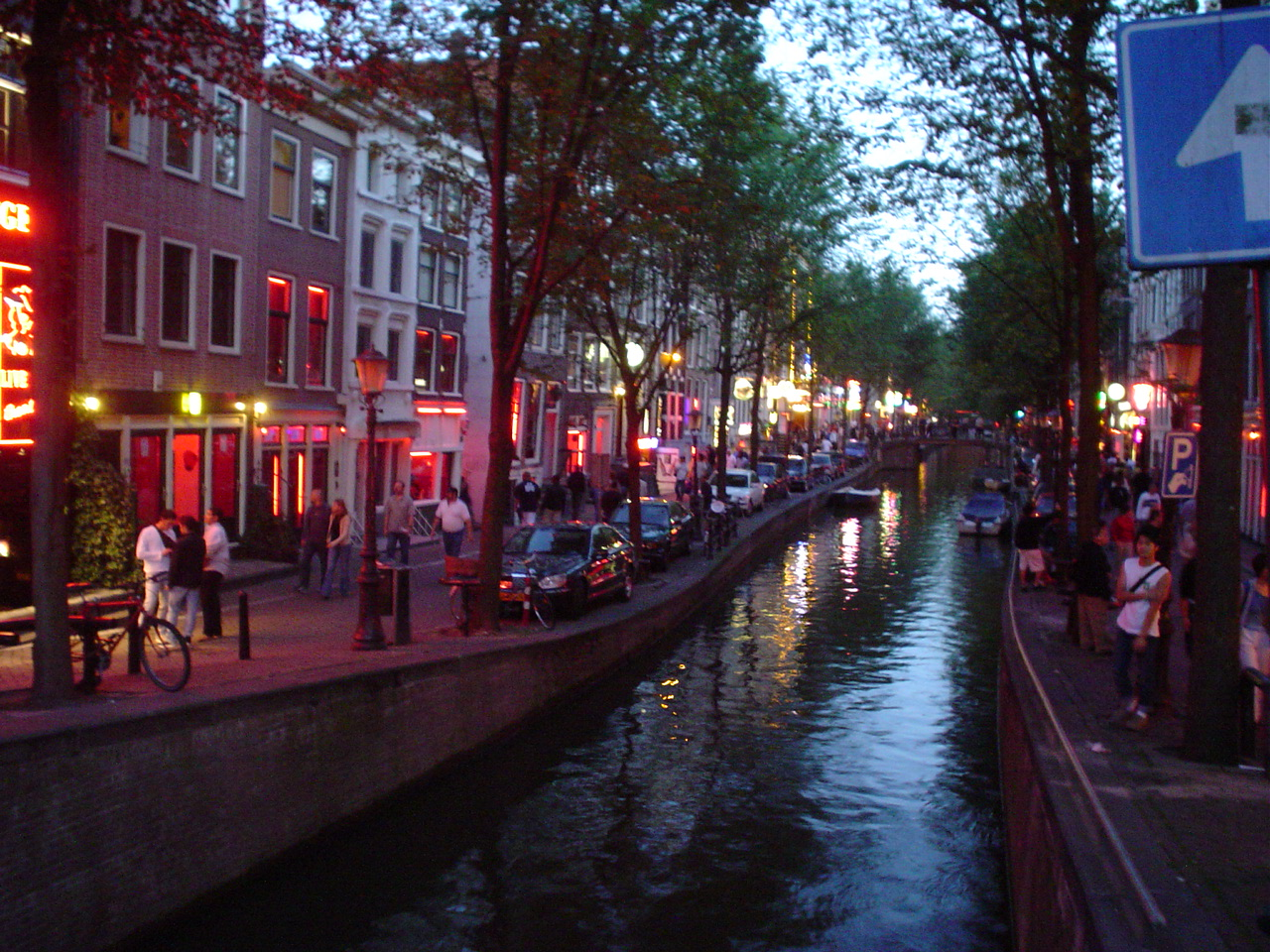
阿姆斯特丹的紅燈區的照片。

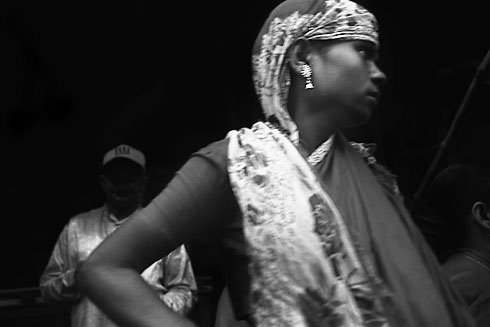
加爾各答索納加奇的照片。

- 香港旺角砵蘭街上海街新填地街一帶
- 香港旺角建興大廈
- 香港深水埗福華街福榮街一帶[1]
- 香港油麻地廟街一帶
- 香港尖沙咀發利大廈
- 香港銅鑼灣富士大廈
- 泰國曼谷拍蓬街
- 泰國曼谷娜娜廣場
- 泰國曼谷牛仔街
- 泰國芭堤雅步行街
- 臺灣基隆市仁愛區龍安街
- 臺灣臺北市中山區林森北路一帶，以及南京東路北側至長春路、錦州街、錦西街一帶
- 臺灣臺北市中正區南昌路一段[來源請求]
- 臺灣桃園市中壢區三仙巷
- 臺灣桃園市中壢區陸光路
- 臺灣新竹縣竹東鎮商華街 - 信義路口一帶
- 臺灣新竹縣湖口鄉榕樹下
- 臺灣苗栗市西勢美
- 臺灣臺中市北區福音街 - 精武路一帶
- 臺灣臺中市豐原後菜園
- 新加坡芽笼（分散在多数双数巷中）
- 日本北海道札幌市薄野一帶
- 日本東京都澀谷區圓山町一帶
- 日本東京都台東區千束一帶（吉原）
- 日本東京都新宿區歌舞伎町一帶[2]
- 日本神奈川縣川崎市川崎區堀之內町一帶
- 日本岐阜縣岐阜市加納水野町一帶（金津園）
- 日本大阪府大阪市西成區飛田新地一帶
- 日本兵庫縣神戶市兵庫區福原町一帶
- 日本福岡縣福岡市博多區中洲一帶
- 首爾清涼里588、密易羅、德克薩斯、梨泰院妓女山
- 菲律賓馬尼拉馬拉提區（Malate）、中央呂宋安赫勒斯市
- 印度加爾各答索納加奇（Sonagachi）[3]
- 印度孟买卡马提普拉[4]

歐洲:
- 捷克布拉格（Show Park及Big Sister）
- 荷蘭阿姆斯特丹德瓦倫一帶
- 法國巴黎紅磨坊一帶
- 英国倫敦蘇豪區一帶[5]
- 德国北莱茵-威斯特法伦州鲁尔区波鸿
- 德国汉堡繩索街

美國:
- 美国紐約42街[6][7]

非洲:
- 南非約翰內斯堡希爾布羅[8]

### 昔日紅燈區(以前或者古時的紅燈區)
- 香港尖沙咀香檳大廈
- 臺灣台北市萬華區華西街
- 中国大陆廣東東莞市西郊城中村地帶
- 中國上海市會樂里
- 仁川崇義洞集娼村、釜山玩月洞集娼村

## 圖片

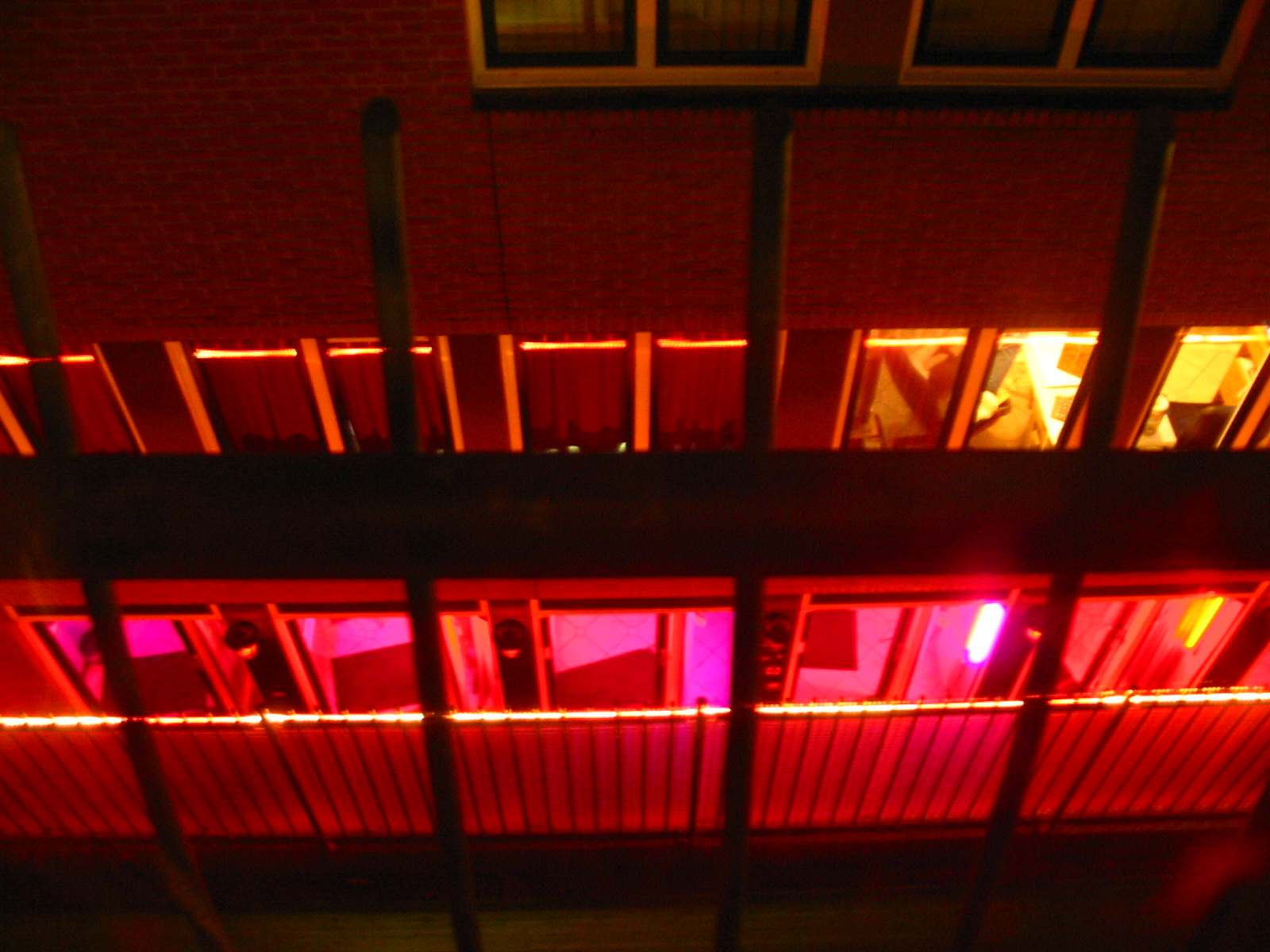
阿姆斯特丹的紅燈區
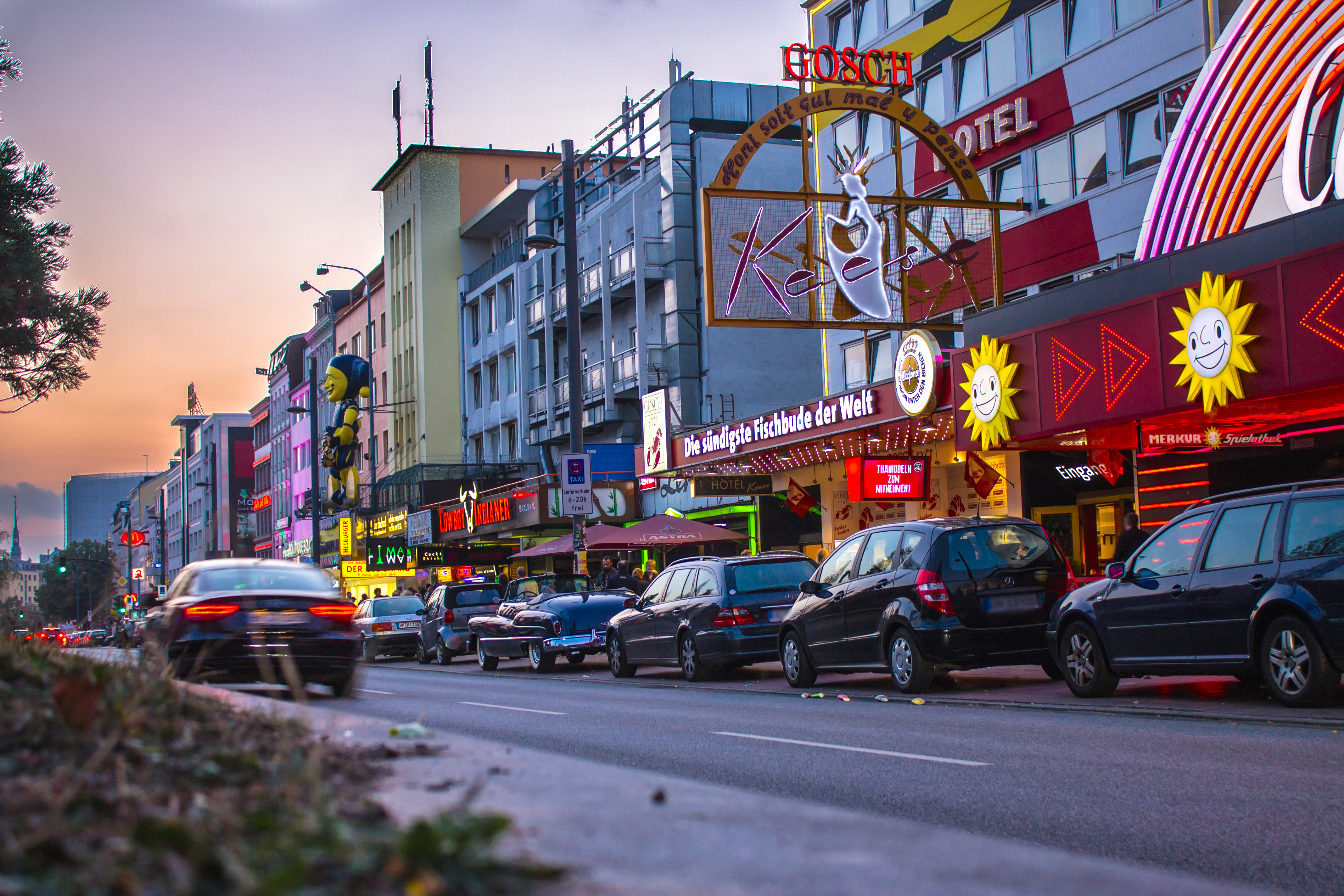
德國漢堡的繩索街
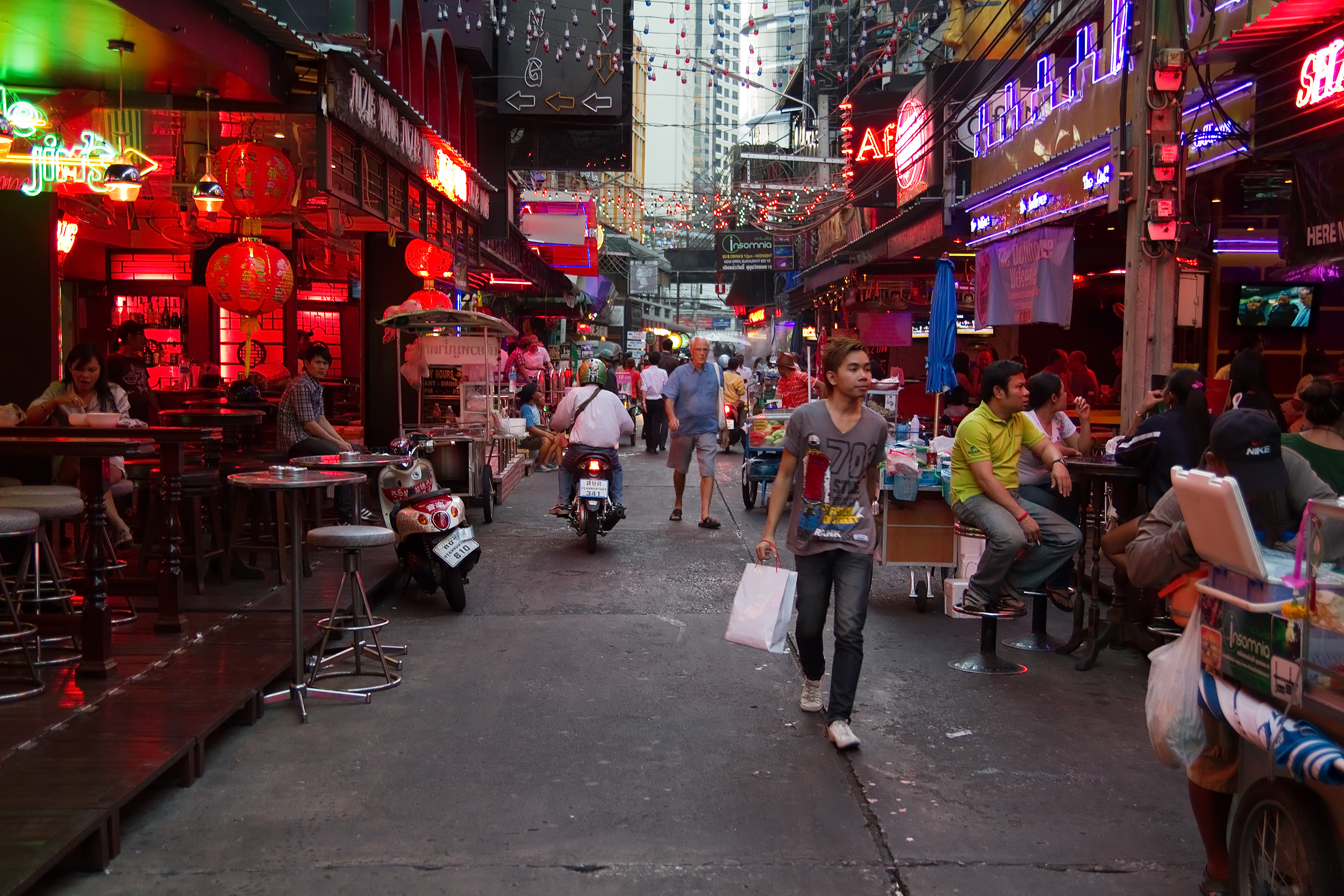
泰國曼谷牛仔街
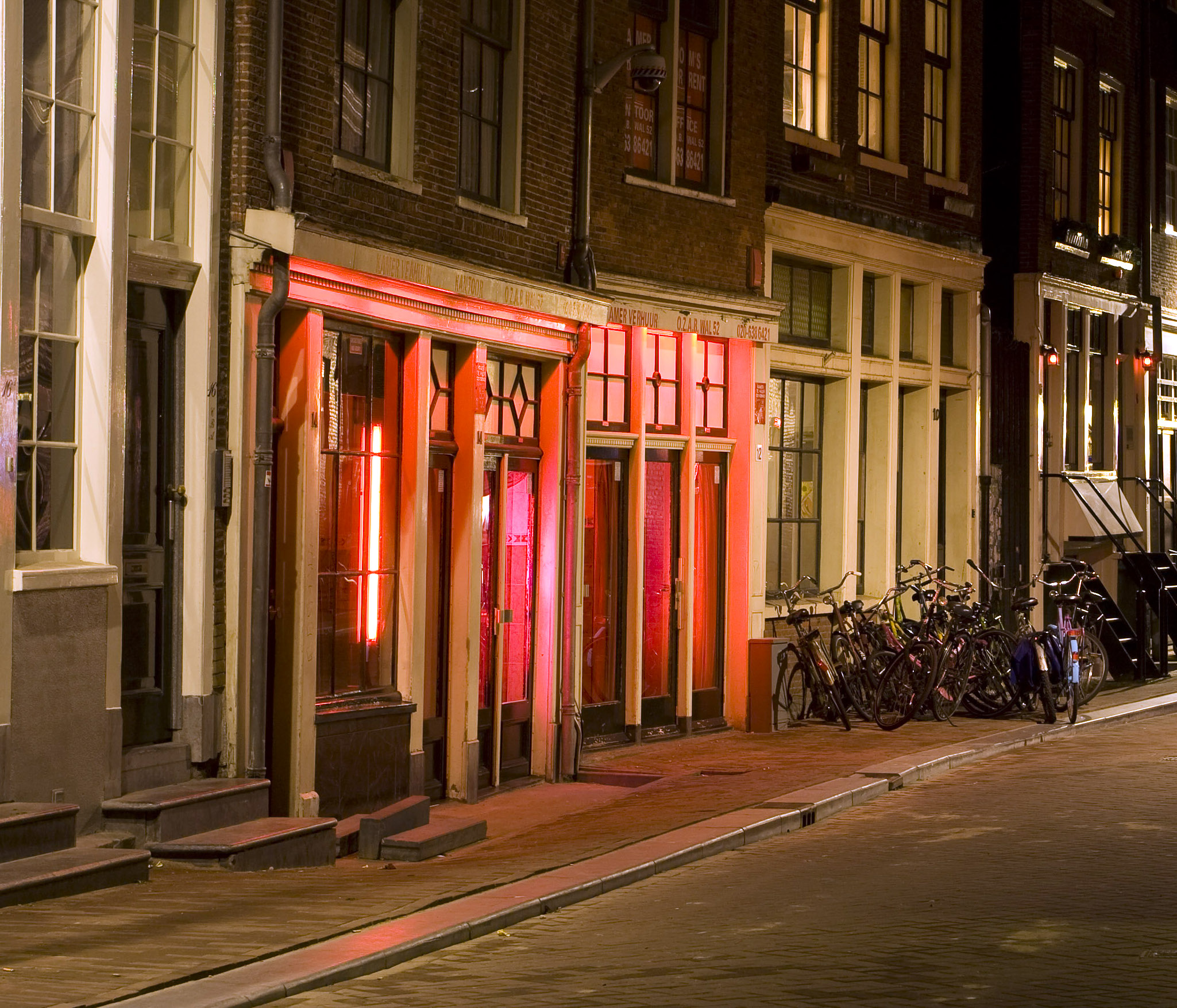
荷蘭阿姆斯特丹德瓦倫的被紅燈照亮的房間
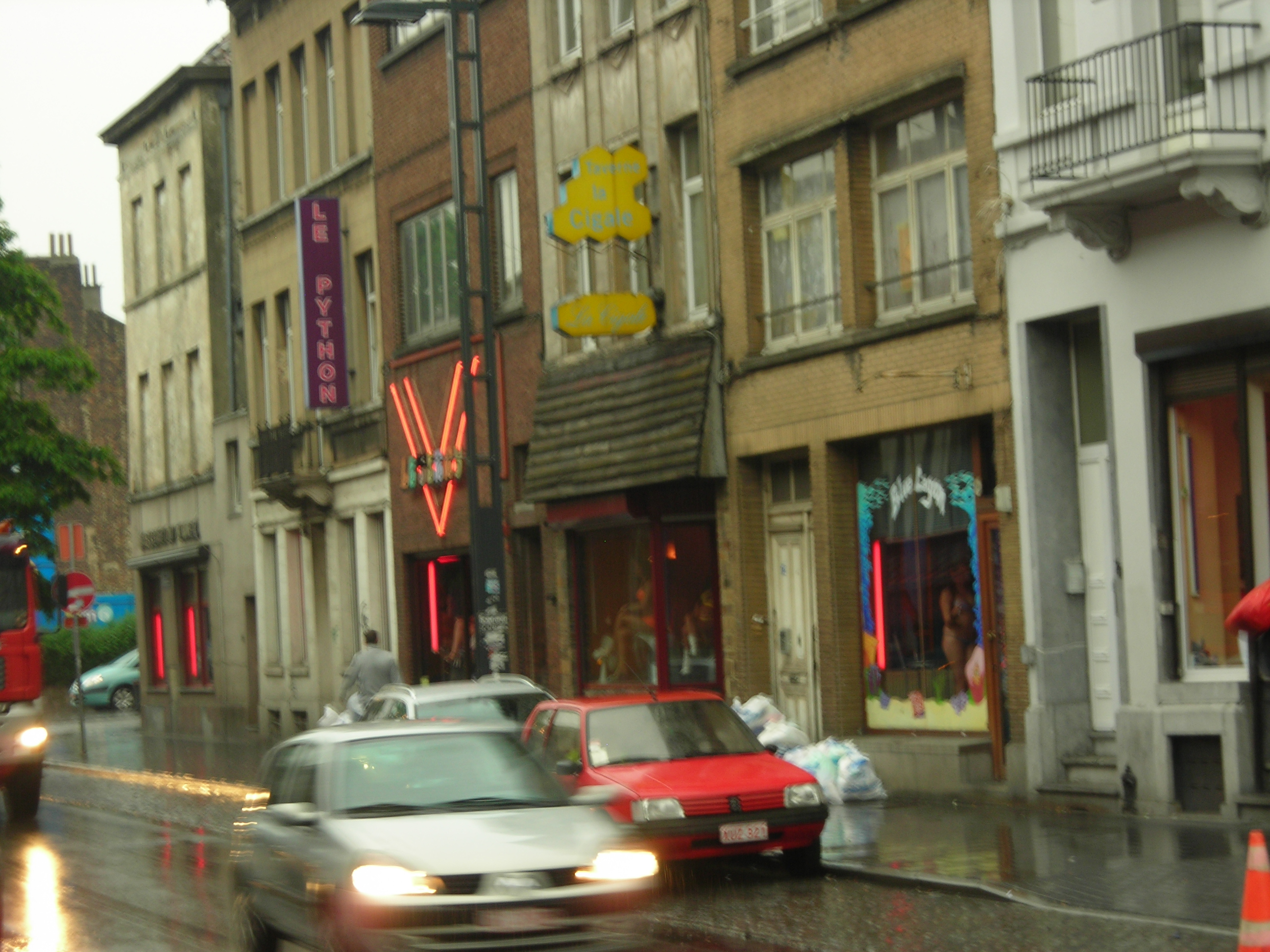
比利時布魯塞爾-首都大區露易斯街（英语：Rue d'Aerschot）
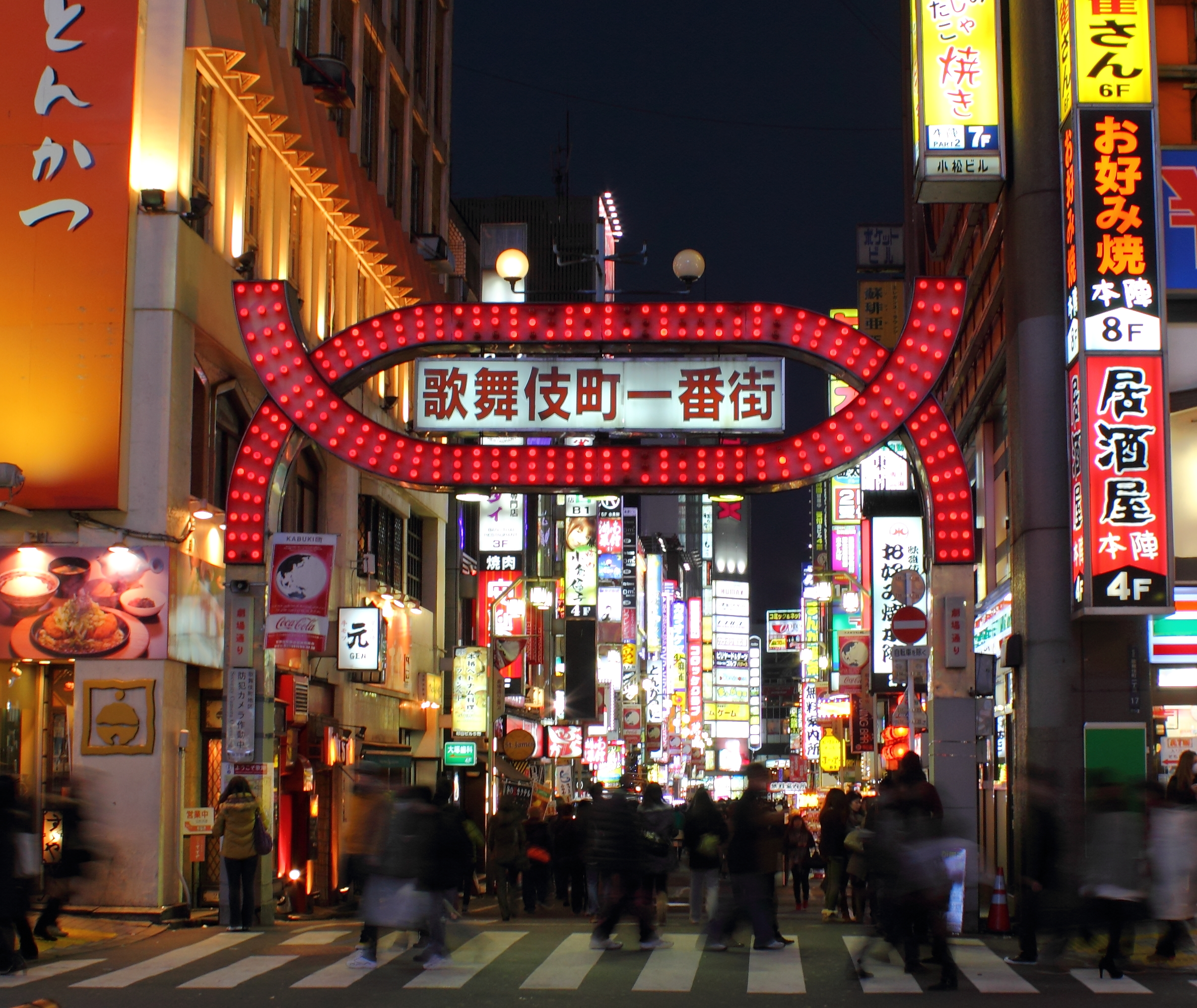
日本東京新宿區歌舞伎町門和五顏六色的霓虹燈路牌